# Torre de Velerín
La Torre de Velerín, también llamada Torre de Albelerín, es una torre almenara situada en el litoral del municipio de Estepona, en la provincia de Málaga, Andalucía, España.
Tiene forma troncónica con un perímetro de unos 23 metros y una altura de unos 11 metros. Está situada en la playa, cerca de la desembocadura del río Velerín y fue construida en el siglo XVI. 
Al igual que otras torres almenaras del litoral mediterráneo andaluz, la torre formaba parte de un sistema de vigilancia de la costa empleado por árabes y cristianos y, como las demás torres, está declarada Bien de Interés Cultural. En la costa de Estepona existen 7 de estas torres. 